# Salt d'eix
El salt d'eix és un error greu de sintaxi en el llenguatge cinematogràfic, que es produeix quan no es respecta "l'eix d'acció" imaginari que s'estableix entre dos personatges que interactuen o en la línia de desplaçament entre un d'ells i un objecte present en l'escena.
Si, per exemple, en filmar o gravar una conversa entre dos personatges, se situa una càmera a un costat de l'eix imaginari que els uneix i una altra càmera en l'oposat, en el muntatge es veurà que, en lloc de mirar-se un a l'altre, ho fan tots dos en la mateixa adreça amb el que l'espectador, en veure els dos plànols successivament, rep la sensació de que es donen l'esquena, no que estiguin dialogant, la qual cosa no només és absurd sinó que altera substancialment la reproducció de l'espai escènic, desorientant a l'espectador.  En el cas que no es desorienti, percebrà una informació errònia i narrativament falsa.

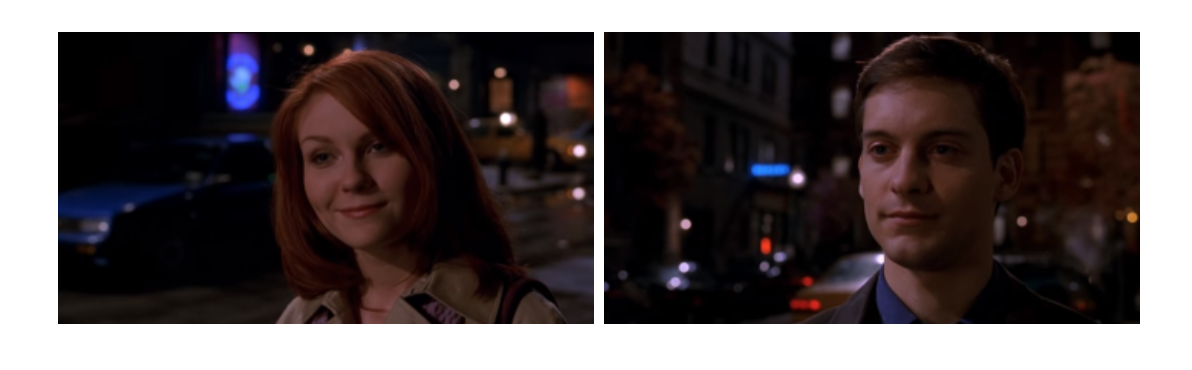
Error de salt d'eix.

Per evitar això s'aplica la llei dels 180°, que consisteix a dividir l'espai en dos mitjançant l'eix d'acció o de mirades, situant les diferents posicions de càmera que integren la seqüència al mateix costat d'aquest eix, de tal forma que quan es monten els plànols successivament, l'espai queda perfectament reconstruït i l'acció és versemblant.
Aquesta norma empírica, va aparèixer al principi del cinema, quan els muntadors es van adonar que si dos personatges es perseguien, no podien ser filmats des de costats oposats de l'adreça de la persecució, ja que en aquest cas no es produïa aquest efecte, sinó que semblaria que els dos s'anessin a trobar.
Aquest és un tema que dona lloc a molta controvèrsia, doncs hi ha qui opina que l'espectador modern no es desorienta encara que se salti l'eix, però aquest error s'ha utilitzat narrativament amb intenció, per produir la sensació de que un personatge està perdut o desorientat.

Gràfic de l'eix d'acció i posicions de càmera.

No s'ha de confondre "saltar l'eix" amb "creuar l'eix" que és una altra cosa adimissible, doncs es realitza de manera que l'espectador és conscient que el punt de vista està passant al costat contrari. Això pot fer-se mitjançant un moviment de travelling o inserint entre els dos plànols que "salten" un plànol filmat des del mateix eix o un subjectiu del personatge (que està també sobre l'eix doncs és ell mateix qui ho marca).